# 太田徳三郎
太田 徳三郎（おおた とくさぶろう、1849年9月4日（嘉永2年7月18日） - 1904年（明治37年）9月7日）は、幕末の広島藩士、大日本帝国陸軍軍人。最終階級は陸軍中将。位階勲等功級は従四位勲二等功四級。旧姓は田中。

## 経歴
広島藩士。太田庫三の長男。1868年（明治元年）藩命によりフランスへ留学する。1875年（明治8年）柏村庸、石川敬直、星山貞吉、多久正典らと陸軍省7等出仕を拝命し、同年10月、士官学校教官となり、1877年（明治10年）4月、陸軍大尉に進む。欧米出張を経て、1882年（明治15年）陸軍砲兵少佐に進み、1885年（明治18年）2月、大阪砲兵工廠に出仕する。1889年（明治22年）3月、要塞砲兵幹部練習所長、1890年（明治23年）10月、大阪砲兵工廠提理を経て、1892年（明治25年）11月、陸軍砲兵大佐に進み、日清戦争では兵器、弾薬の製造、修理にあたった。1897年（明治30年）9月、陸軍少将に進み、1902年（明治35年）5月、陸軍中将に進級と同時に予備役に編入した。1904年（明治37年）6月、日露戦争の勃発に伴い召集を受け工兵監事務取扱となるが、間もなく大阪で没した。

## 栄典
位階
- 1877年（明治10年） - 正七位[3]
- 1882年（明治15年）8月17日 - 従六位[2]
- 1897年（明治30年）10月30日 - 正五位[2]
- 1902年（明治35年）8月20日 - 従四位[2]

勲章等
- 1882年（明治15年）12月25日 - 勲五等双光旭日章[2]
- 1885年（明治18年）2月14日 - 勲四等瑞宝章[2]
- 1897年（明治30年）5月10日 - 勲三等瑞宝章[7]
- 1902年（明治35年）9月7日 - 勲二等瑞宝章[2]